# Segunda División de Chile 1972
Segunda División de Chile 1972 var 1972 års säsong av den näst högsta nationella divisionen för fotboll i Chile, som vanns av Palestino som således gick upp i Primera División (den högsta divisionen). Segunda División 1972 bestod av en grundserie med 14 lag där alla mötte varandra tre gånger, vilket gav totalt 39 matcher per lag. Efter dessa 39 matcherna flyttades det främsta laget upp, inget lag flyttades ner.

## Tabell
Lag 1: Uppflyttade till Primera División.
| Nr | Lag               | S  | V  | O  | F  | GM | IM | MS  | P  |
| -- | ----------------- | -- | -- | -- | -- | -- | -- | --- | -- |
| 1  | Palestino         | 39 | 20 | 11 | 8  | 61 | 45 | +16 | 51 |
| 2  | Ferroviarios      | 39 | 18 | 12 | 9  | 78 | 53 | +25 | 48 |
| 3  | Ñublense          | 39 | 16 | 14 | 9  | 49 | 40 | +9  | 46 |
| 4  | Santiago Morning  | 39 | 13 | 16 | 10 | 65 | 55 | +10 | 42 |
| 5  | Deportes Ovalle   | 39 | 16 | 9  | 14 | 52 | 45 | +7  | 41 |
| 6  | San Antonio Unido | 39 | 12 | 15 | 12 | 57 | 51 | +6  | 39 |
| 7  | Audax Italiano    | 39 | 8  | 22 | 9  | 50 | 45 | +5  | 38 |
| 8  | Deportes Aviación | 39 | 12 | 14 | 13 | 57 | 58 | −1  | 38 |
| 9  | Colchagua         | 39 | 12 | 13 | 14 | 53 | 58 | −5  | 37 |
| 10 | Lister Rossel     | 39 | 11 | 13 | 15 | 62 | 66 | −4  | 35 |
| 11 | Coquimbo Unido    | 39 | 9  | 17 | 13 | 45 | 57 | −12 | 35 |
| 12 | Independiente     | 39 | 9  | 15 | 15 | 44 | 57 | −13 | 33 |
| 13 | San Luis          | 39 | 12 | 9  | 18 | 50 | 71 | −21 | 33 |
| 14 | Iberia            | 39 | 8  | 14 | 17 | 37 | 59 | −22 | 30 |